# Osga-turca
A Osga-turca (Hemidactylus turcicus) é uma espécie de osga. São animais nocturnos e insectívoros, raramente excedendo seis polegadas de tamanho, e têm olhos grandes e sem pálpebras e pele amarela ou bege com pintas pretas, muitas vezes com riscas na cauda. As suas barrigas são algo translúcidas.

## Distribuição
A sua distribuição natural inclui toda a zona do Sul da Europa, incluindo Portugal, mas está actualmente distribuído por grande parte do mundo, sendo considerada invasora. Apesar deste estatuto, e devido ao seu pequeno tamanho e aos seus hábitos, não constitui uma ameaça aos animais nativos.

### Como espécie invasora
Apesar de tecnicamente ser espécie invasora nos Estados Unidos, raramente são uma ameaça para as populações de animais nativos devido aos seus hábitos e pequeno tamanho. São as únicas osgas nos Estados Unidos com pupilas elípticas. Predadores vorazes de traças pequenas e baratas, são atraídas por luzes exteriores em busca deles. Emitem um chamamento distintivo agudo parecido com o chilrear de um pássaro, possivelmente expressando uma mensagem territorial.
Estão a propagar-se prontamente pelo sul dos Estados Unidos, tirando a Flórida, de onde foram expulsos por outras osgas invasoras. O sucesso das Osgas-turcas resulta de terem poucos predadores e de ter se proteger em rachas e áreas não visíveis em casas de pessoas (por exemplo, dentro de paredes). A sua dependência de habitações humanas tem contribuído para a sua proliferação, semelhante ao que acontece com roedores.
Na América do Norte, tal como noutros locais do mundo, a sua área de distribuição está a aumentar, e ao contrário de muitos outros répteis, parecem ser bastante resistentes a pesticidas. Isto pode ser explicado como consequência da sua tendência de esconder em ranhuras altas durante o dia e de passar as noites nas paredes de prédios.

## Descrição
Estes animais têm um focinho arredondado, aproximadamente do mesmo comprimento que a distância entre o olho e o tímpano, 1,25 a 1,3 vezes o diâmetro da órbita; a testa é ligeiramente côncava; a abertura auricular é oval, oblíqua, com cerca de metade do diâmetro da órbita. Corpo e membros médios. Dedos variam em comprimento, sendo o interior sempre bem desenvolvido; seis a oito lamelas sob os dígitos interiores, oito a dez debaixo do quarto dedo do membro anterior, e nove a onze sob o quarto dedo dos membros posteriores. A cabeça tem grânulos grandes na parte anterior, e pequenos na zona posterior misturada com tubérculos redondos. Rostrum com quatro lados, quase duas vezes mais largo do que fundo, com uma cova mediana acima; narinas furadas ente o rostrum, o primeiro labial, e três nasais; 7 a 10 labia superiores e 6 a 8 inferiores; escama mental grande, triangular, pelo menos duas vezes tão comprida como as escamas labiais adjacentes, a sua ponta está entre duas grandes placas no queixo, que podem estar em contacto por trás; uma placa menor encontra-se de cada lado do par maior. A superfície superior do corpo coberta com grânulos minúsculos misturados com tubérculos grandes, geralmente maiores do que os espaços entre eles, suboval, trihedral, e disposto em séries regulares longitudinis de 14 a 16. Machos com séries angulares curtas de 4 a 10 (excepcionalmente 2) poros pré-anais. Cauda cilíndrica, coberta com escamas pequenas e séries transversais de grandes tubérculos, com uma série de placas dilatas transversalmente na face inferior. Castanho claro ou acinzentado em baixo, com manchas mais escuras; muitos dos tubérculos são brancos, superfície inferior branca.

## Distribuição geográfica
A osga-turca é uma das espécies de osga mais bem sucedida no mundo. É nativa da Europa do sul, espalhou-se pela maior parte d mundo e estabeleceu populações estáveis longe das suas origens. Devido a isto não possui nenhum estatuto de espécie ameaçada ou em perigo. Pode ser encontrada em Portugal, Espanha, França, Itália (incluindo Lampedusa, Elba), Albânia, Grécia (incluindo Kalymos, Paros, Antiparos, Despotiko, Lesbos, Quios, Limnos, Samos, Samothraki, Milos, Tinos), Malta, Croácia costeira (excepto Istria ocidental), ilhas adriáticas, Turquia, norte de Marrocos, Argélia, Tunísia, Líbia, Egipto, Israel, norte do Iémen (Socotorá), Somália, Eritreia, Quénia, sul do Irão, Iraque, Omã, Paquistão, Índia, Ilhas Baleares (Ilha Addaya Grande), Ilhas Canárias (introduzida na Gran Canaria e Tenerife), Panamá, Porto Rico, Belize, México (Baja California, Chihuahua, Durango, Nuevo León, Yucatan; introduzida), Cuba (introduzida). Foi também introduzida no sul dos Estados Unidos (Louisiana, Alabama, Texas, Arizona, Flórida), Arkansas, Mississippi, Carolina do Sul, Geórgia, Oklahoma, Virgínia, Maryland, Califórnia, Nevada, Novo México, Kansas)